# 甲子園高速フェリー
甲子園高速フェリー株式会社（こうしえんこうそくフェリー）は、かつて日本にあった海運会社。兵庫県西宮市の西宮港（鳴尾地区）と淡路島津名町（当時、現在の淡路市）の津名港（開設当初の名乗りは志筑港）間を結ぶフェリー航路を、1998年8月まで運航していた。
通称である「甲子園フェリー」という呼称は、1971年に運航を開始した常石造船系の甲子園高速フェリーと、日本道路公団が1987年に設立し共同運航を行っていた西宮フェリーの総称として用いられたほか、甲子園高速フェリーの略称としても親しまれていた。

## 沿革
東洋建設が西宮市鳴尾浜の造成地の活用の一環としてフェリー計画を発案し三和銀行・日立造船とともに山下新日本汽船にフェリー事業を要請する形で設立、当初西宮 - 志筑航路の「甲子園高速フェリー」と、泉北 - 志筑航路の「南海中央フェリー」を1,700トン級フェリー4隻で運航した。また、南海電気鉄道が出資した南海中央フェリーと同じく沿線を走る阪神電気鉄道も出資を行った。西宮 - 志筑航路は1971年11月より運航を開始、淡路フェリーボートと共同運航関係にあった。航路開設当時は淡路フェリーボートが2隻、甲子園高速フェリーが2隻をそれぞれ所有し運航していたが、需要が伸びなかったため淡路フェリーボートは西宮航路から撤退してしまう。1972年3月には淡路フェリーボート所有の「あわしお」「みちしお」を引き継ぎ4隻体制とし、第1船「第一はやぶさ」を海外売却して3隻体勢で1日15便の運航を継続した。泉北 - 志筑航路の撤退を経て1976年3月時点で21億4,700万円の繰越欠損が生じていたこともあり、同年5月に常石造船に事業を売却し西日本フェリー売却と合わせて山下新日本汽船はフェリー事業から完全撤退となった。なお、常石造船の事業引継ぎについては、山下新日本汽船の所有船舶の常石造船への新造発注および修繕入渠がバーター条件であり、以降船舶の船籍は常石造船本社が所在する「沼隈」となった。
就航当初は１時間３０分で西宮 - 志筑間を航行していたが、のちに１時間５５分と改められた。
1985年、大鳴門橋の供用開始およびその後神戸淡路鳴門自動車道が津名一宮ICまで部分供用されたことに伴い、淡路島が単なる「離島」ではなく「本四連絡の拠点」としての役割をもつこととなった。これにあわせて同年から従来船より容量の大きい船舶へ更新されることとなり、新造船3隻を順次投入した。また、同橋の供用開始による輸送需要の増加に対応するため、日本道路公団と甲子園高速フェリーが共同出資を行い新会社の西宮フェリーを設立し、新造船と同型の船を1隻建造した。これらの4隻の新造船の就航により、従来船1隻を加え5隻の船舶で1日24便体制へと増便された。　
折しも、バブル景気により大阪に本社を置く企業などが淡路島をリゾート開発すべく豪華なホテルなどを建設し始めたためその需要に対応し、従来船「第五はやぶさ」の代替として阪神 - 淡路航路で最大の3,700総トンを誇る豪華新造船「むこがわ」を投入した。1990年代前半は、本四道路の部分開通により西宮航路がまさに一番賑わった頃であった。
1998年4月、明石海峡大橋が供用を開始し神戸淡路鳴門自動車道が全通した。これに伴い近隣を並走する淡路フェリーボートと徳島阪神フェリーの航路は廃止されたが、甲子園フェリーは3割減程度の需要低下を見込んで航路維持の方針を採り、「明石大橋開通後も運航を続けます!」とした新聞広告を掲載するなどした。また、需要減に対応するため「なるお」を係船したほか1日あたりの便数を20便に減便したが、一方で乗用車の需要を確保するために同乗者の運賃を無料にするなどの施策も行った。
しかし、業績は低迷し乗船率は以前の30%まで落ち込んだ。同年7月にはフェリーターミナルに航路廃止を告知する知らせる張り紙が掲示され、同年8月31日をもって運航を休止。西宮航路26年間の歴史に幕を閉じた。
なお、航路廃止までは甲子園競輪場にて年1回『甲子園フェリー杯』が開催されていた。

### 航路廃止後
航路の廃止後、西宮フェリーは会社解散、甲子園高速フェリーは明石淡路フェリーに出資したほか、後に業種転換して「甲子園運輸倉庫」と社名を改めた後、2007年には常石造船などと合併し、ツネイシホールディングスの社内カンパニーとなり法人格は消滅した。
2003年、東日本フェリーの経営難が表面化した際、グループ会社の神原汽船と共同で全面支援を行うことが発表されたが、翌年7月に提携を解消している。

## 航路
発着場は両方ともに1度変わっているが、同じ町内・市内であり直線距離では1kmも変わっていない。
- 西宮市西宮港 - 津名町津名港（最初の発着場の名乗りは志筑港）

就航当初は航海時間95分、2時間間隔で運航したが、石油危機による燃料費高騰の影響から航海時間が1時間55分となった。
淡路島側の発着場所は、1987年10月8日に志筑港から津名港に変更。当初は志筑川河口の南側であったが、新たに志筑川河口の北側の沖に造成された埋め立て地の生穂新島南側に移動した。現在の志筑港は津名港の一部で志筑港区とされる。
最初の西宮港の発着場所では鳴尾浜を横断する新設の阪神高速5号湾岸線が航路に重なるため、橋脚の工事が始まる前の1992年4月に鳴尾浜の北東側（鳴尾川河口付近）から湾岸線より南にある鳴尾浜の南西側（武庫川河口付近）に変更された。両方とも至近に阪神電鉄バスのバス停があり直通で甲子園駅や甲子園口駅にアクセス可能であった。

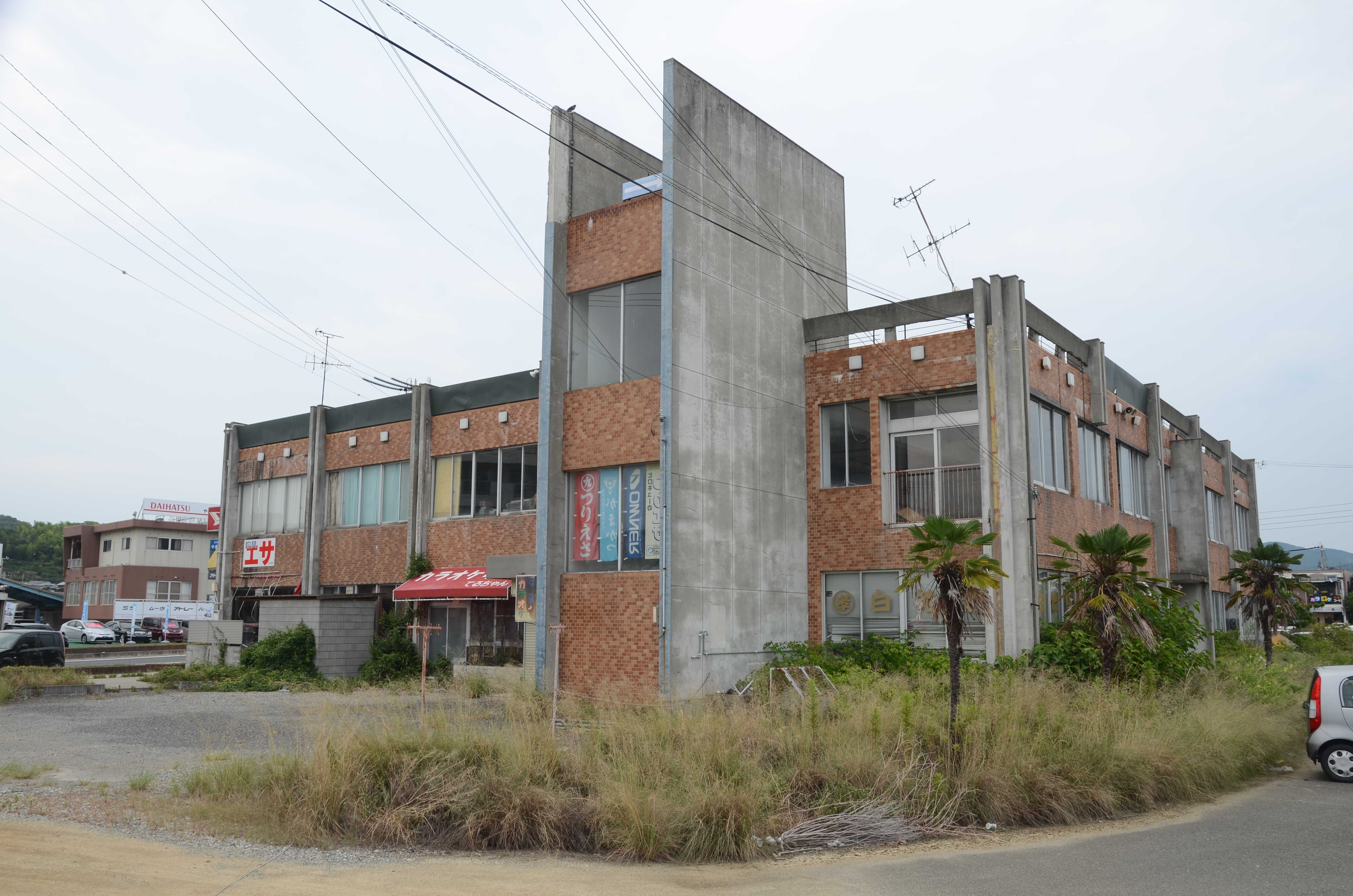
津名フェリーセンタービル(志筑発着時代のターミナル・2017年)
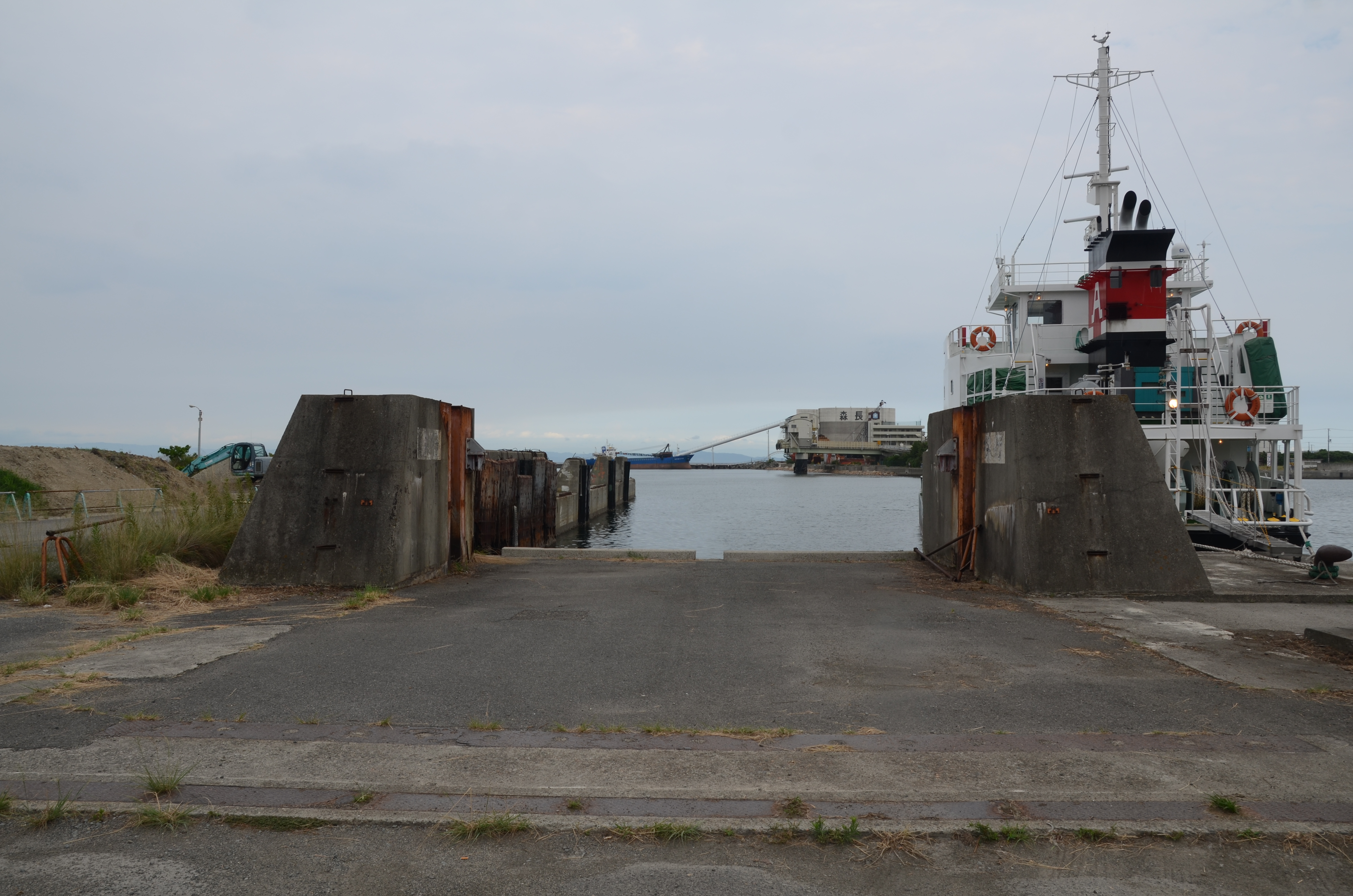
志筑フェリー発着場跡(2017年)
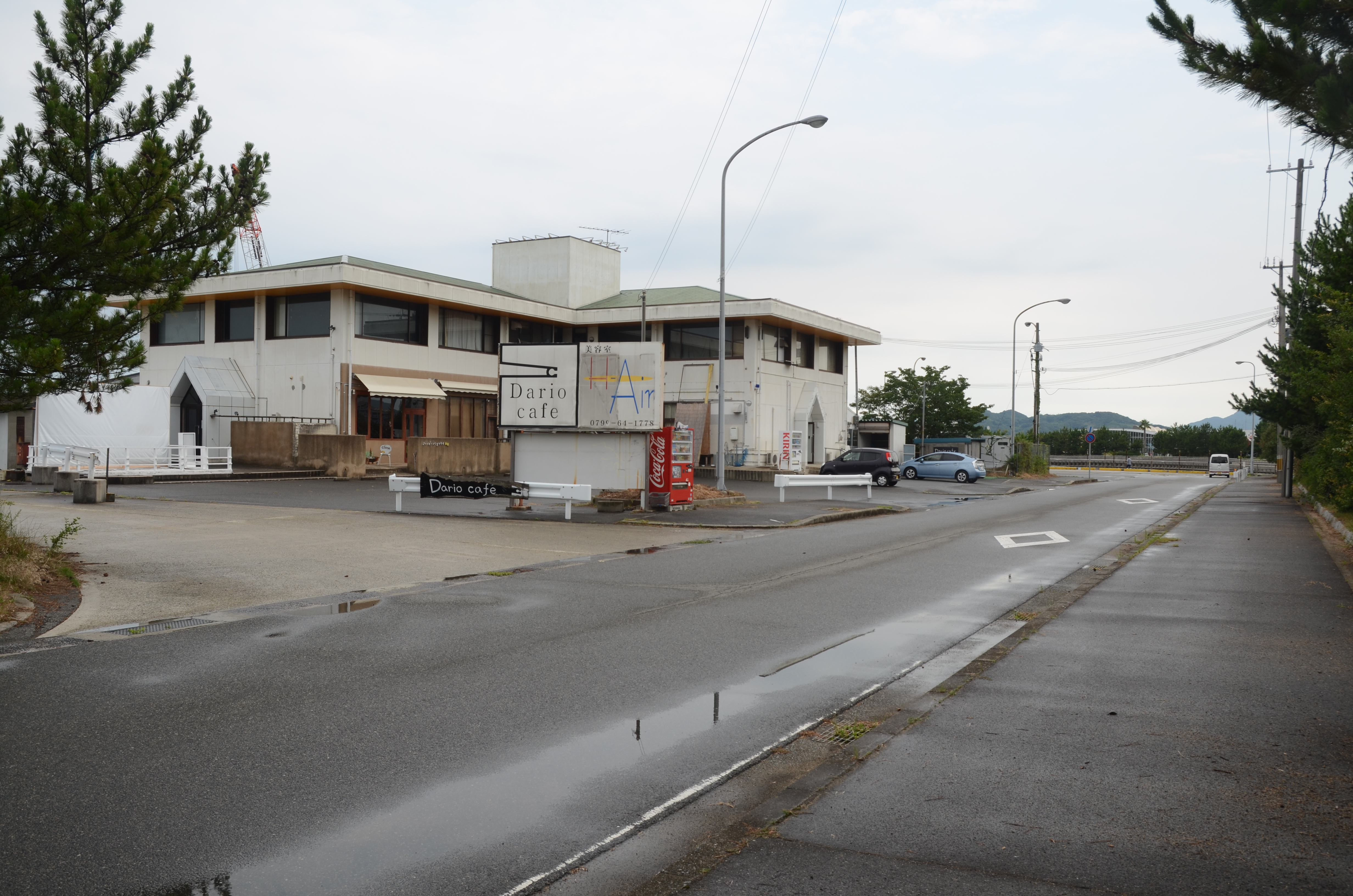
津名港ターミナル跡(2017年)
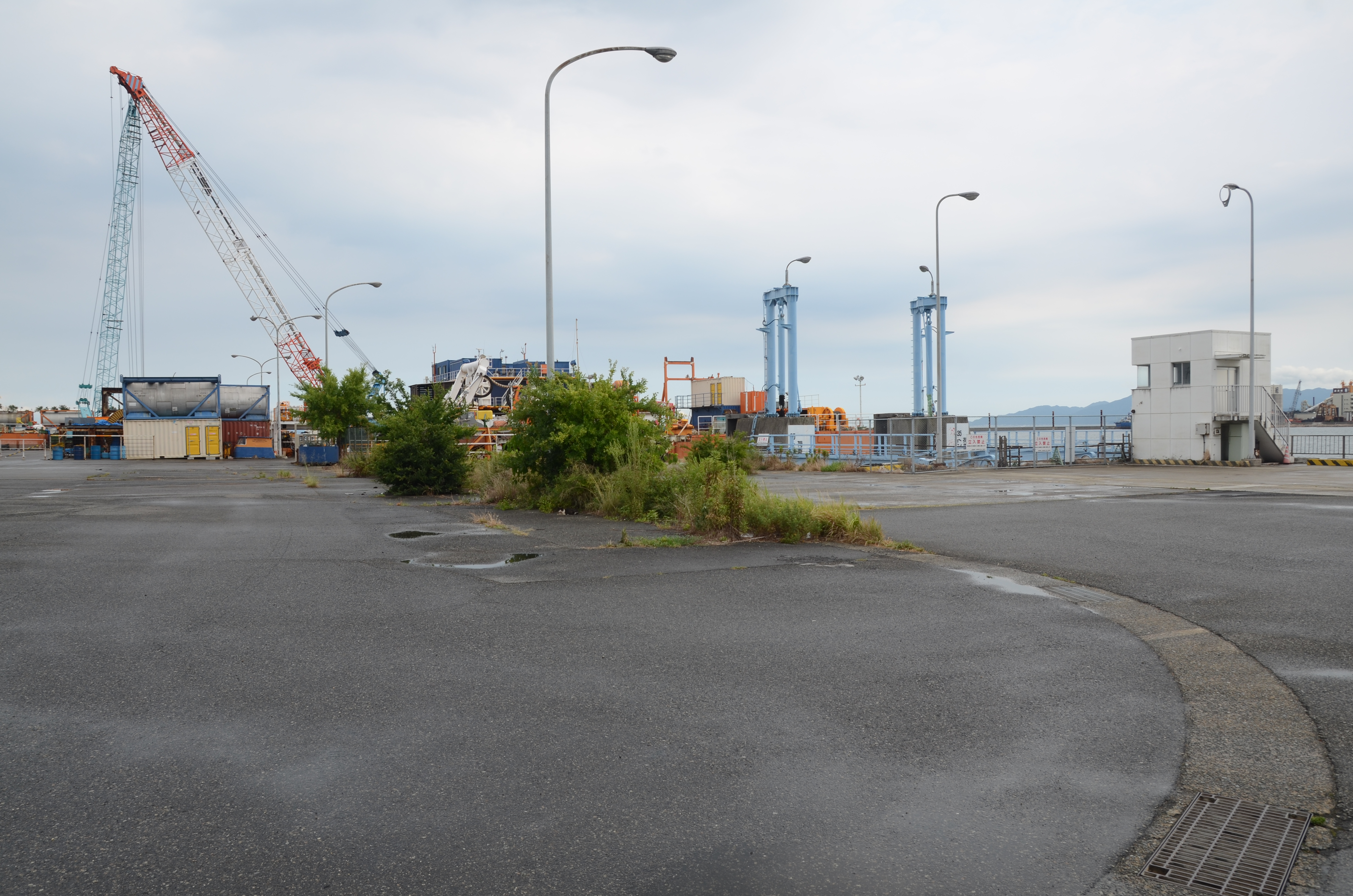
津名港発着場跡(2017年)

## 就航船舶

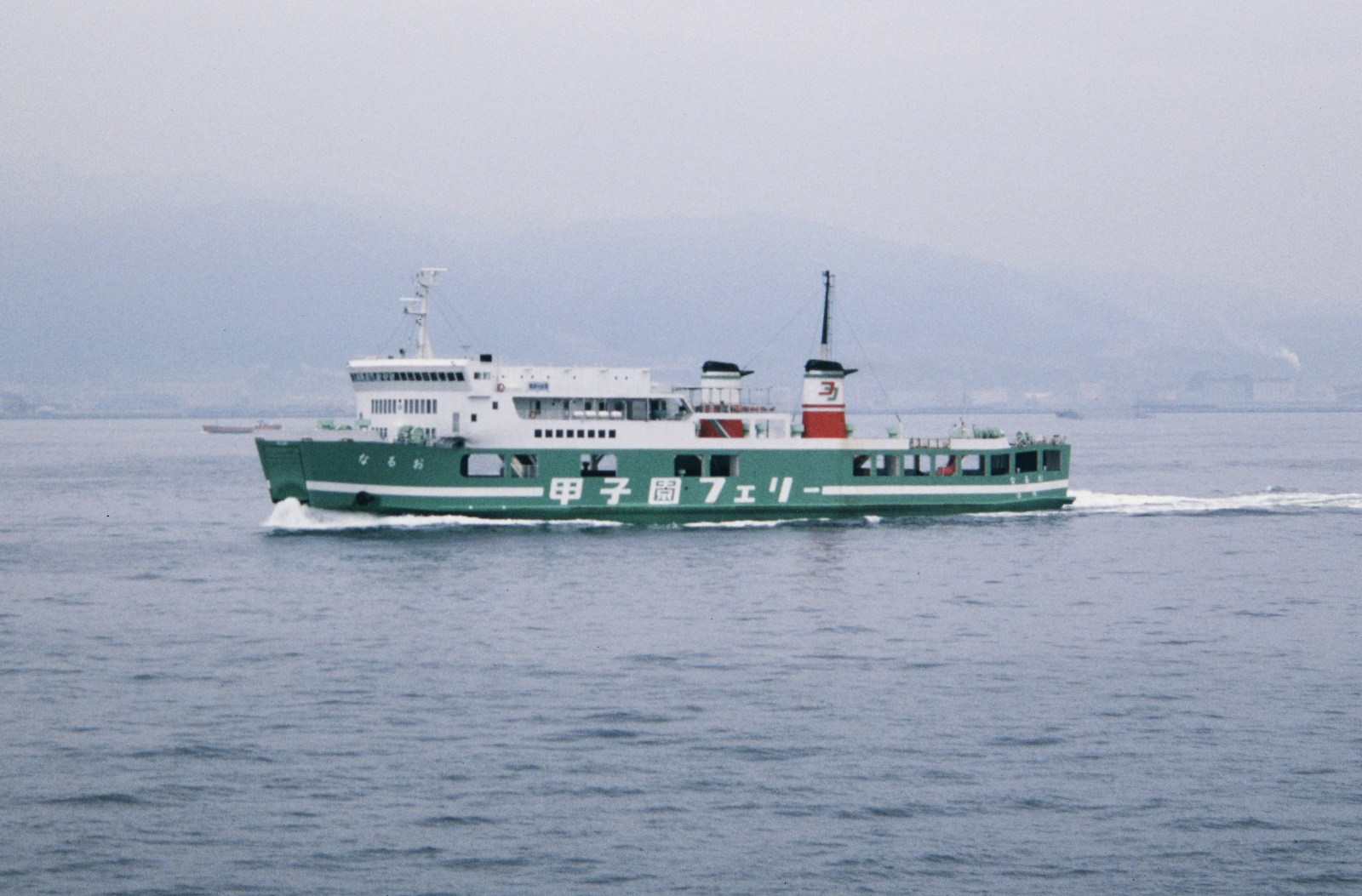
なるお (1986年)

- 第一はやぶさ

1,830総トン、全長84m、幅16m、満載喫水3.55m、ダイハツディーゼル8DSM-26 4基2軸、6,400馬力、航海速力17.9ノット、旅客定員602名、8トントラック32台、乗用車32台
田熊造船建造、1971年11月25日就航、1976年キプロスに売船。
- 第二はやぶさ

1758.33総トン、全長83.86m、幅16m、深さ5m、ダイハツディーゼル8DSM-26 4基2軸、出力6,400ps、航海速力17.7ノット、旅客定員602名、トラック40台、乗用車50台。
田熊造船建造、1971年11月25日就航、「第一はやぶさ」の同型船。1986年中国に売船。
- 第三はやぶさ[7]

1,611.25総トン、全長83.86m、幅16m、深さ5.5m、ダイハツディーゼル8DSM-26 4基2軸、出力6,400ps、航海速力17.7ノット、旅客定員503名、トラック30台、乗用車49台。
金指造船建造、1971年12月竣工・就航、もと淡路フェリーボート所属「あわしお」から改名。1988年キプロスに売船。
- 第五はやぶさ

1,608.84総トン、全長83.86m、幅15.97m、深さ5.50m、ダイハツディーゼル8DSM-26 4基2軸、出力6,400ps、航海速力17.5ノット、旅客定員610名、8tトラック26台、乗用車30台。
金指造船建造、1972年3月竣工、もと淡路フェリーボート所属「みちしお」から改名、「第三はやぶさ」の同型船。1991年中国に売船。
- なるお

2,985総トン、全長89.95m、幅16.60m、深さ5.5m、ディーゼル4基2軸、出力7,200ps、航海速力17.5ノット、旅客定員543名、8tトラック37台、乗用車44台。
新浜造船所建造、1985年4月竣工・就航、2002年ギリシャに売船。
- しづき

2,992総トン、全長89.95m、幅16.60m、深さ5.5m、ディーゼル4基2軸、出力7,200ps、航海速力17.5ノット、旅客定員543名、8tトラック37台、乗用車44台。
新浜造船所建造、1985年7月竣工・就航、1999年パナマ経由ギリシャに売船。
- いくほ

2,988総トン、全長89.95m、幅16.60m、深さ5.5m、ディーゼル4基2軸、出力7,200ps、航海速力17.50ノット、旅客定員543名、8tトラック37台、乗用車44台。
新浜造船所建造、1985年11月竣工・就航、船舶整備公団との共有船。1999年パナマ経由でインドネシアに売船。
- あわじ

2,946総トン、全長89.95m、幅16.60m、深さ5.5m、ディーゼル4基2軸、出力7,200ps、航海速力17.5ノット、旅客定員602名、8tトラック37台、乗用車44台。
新浜造船所建造、1987年12月竣工・就航、共同汽船・共正汽船・船舶整備公団との共有船、西宮フェリーが運航、1998年韓国に売船。
- むこがわ

3,756総トン、全長89.8m、幅16.6m、深さ5.5m、ディーゼル4基2軸、出力7,200ps、航海速力17.5ノット、旅客定員602名、8tトラック30台、乗用車31台。
新浜造船所建造、1990年4月竣工・就航、船舶整備公団との共有船。1999年ギリシャに売船。